# Thunder and Lightning (album de Carola)
Pour les articles homonymes, voir Thunder and Lightning.
 (juin 2025).
Si vous disposez d'ouvrages ou d'articles de référence ou si vous connaissez des sites web de qualité traitant du thème abordé ici, merci de compléter l'article en donnant les références utiles à sa vérifiabilité et en les liant à la section « Notes et références ».
Albums de Carola
Steg för steg
(1984) Love Isn't Love
(1984)
Thunder and Lightning est un album de la chanteuse suédoise Carola sorti le 12 avril 1984. Produit par Lasse Holm sous le label Mariann music, il s'agit d'une version en anglais des titres de l'album Steg för steg. Cet album n'est plus réédité[réf. souhaitée].

## Liste des chansons
- 01. Tommy Loves Me (Lasse Holm / I Forsman)
- 02. You're Still On My Mind (Lasse Holm / I Forsman)
- 03. It's Raining In Stockholm (Lasse Holm / I Forsman)
- 04. I Am A Woman I Am (R Wilder)
- 05. Butterfly (Lasse Holm / I Forsman)
- 06. Radio Love (T Söderberg / I Forsman)
- 07. One By Love (Lasse Holm / I Forsman)
- 08. Thunder And Lightning (Lasse Holm / I Forsman)
- 09. Tokyo (Lasse Holm / I Forsman)
- 10. Let There Be Love (Lasse Holm / I Forsman)
- 11. I Think I Like It (Lasse Holm / I Forsman)
- 12. Morning Star (A Glenmark / I Forsman)
- 13. Medley (G Goffin / Carole King / H Greenfield / N Sedaka / H Hoffman / G Klein / R Hildebrand / T Roe / R Spencer / J Roberts / R Freeman)